# Artauni
Artauni es una ciudad censal situada en el distrito de Agra en el estado de Uttar Pradesh (India). Su población es de 6061 habitantes (2011). 

## Demografía
Según el censo de 2011 la población de Artauni era de 6061 habitantes, de los cuales 3290 eran hombres y 2761 eran mujeres. Artauni tiene una tasa media de alfabetización del 72,63%, superior a la media estatal del 67,68%: la alfabetización masculina es del 83,80%, y la alfabetización femenina del 59,52%.